# 圣老楞佐圆形堂

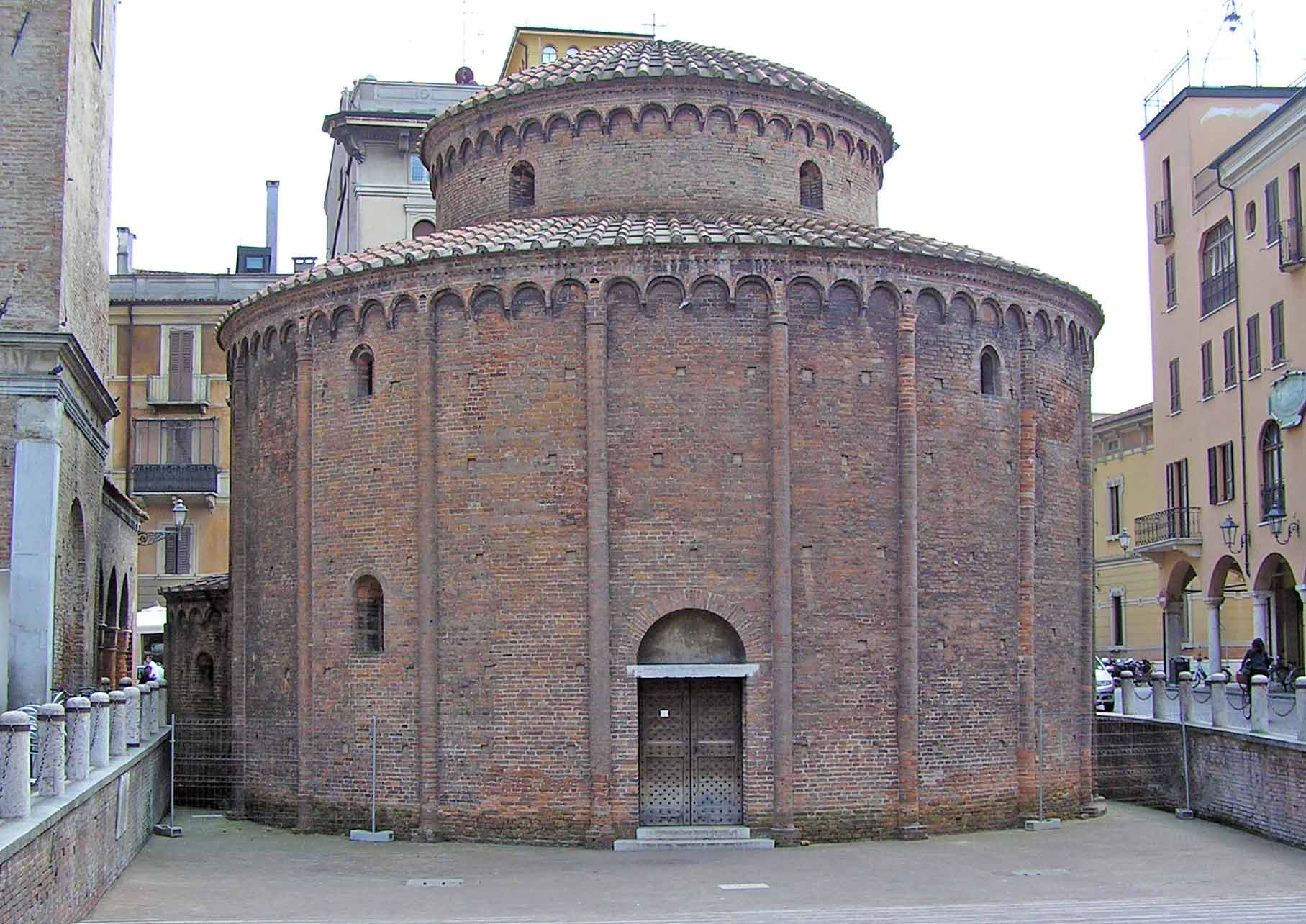
圣老楞佐圆形堂

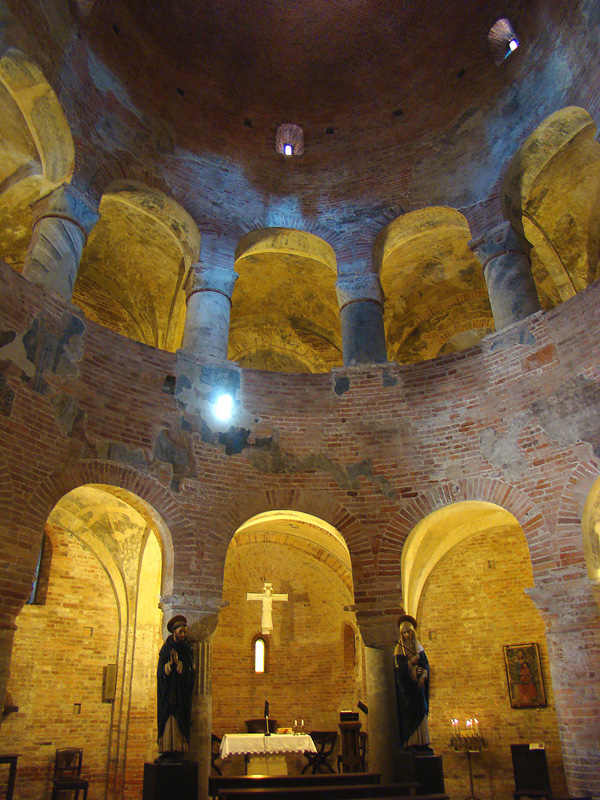
室内

圣老楞佐圆形堂（Rotonda di San Lorenzo）是意大利北部伦巴第大区曼托瓦一个宗教建筑。
这是该市最古老的教堂。现在低于Erbe广场的地面。它可能位于古罗马维纳斯神庙的原址上。
该堂建于11世纪末嘉诺撒家族统治时期，供奉殉道者圣老楞佐。它受耶路撒冷圣墓教堂影响，保持女信徒阳台（matronaeum）等古代特征以及11-12世纪拜占庭风格的壁画。后殿的另一幅壁画描绘“圣老楞佐殉难”，可以追溯到15世纪。建筑遵循伦巴第传统，为砖砌，但有两根柱子和其他细节使用大理石，取自古代建筑。
该堂后来改为世俗用途，用作住宅和商店，在20世纪初被其他建筑覆盖。后来它被修复， 拆除外部增建部分。
'